# Suzuki Burgman
Suzuki Burgman – skuter japońskiego producenta motocykli i samochodów Suzuki.
Model Burgman został wprowadzony na rynek w 1999 roku. Zadebiutował wówczas model o pojemności 400 cm³ i mocy 33 KM (Suzuki Burgman 400). Suzuki przełamała w ten sposób barierę maksymalnej pojemności wśród dużych skuterów. Wcześniej, przez ponad dekadę żaden producent nie odważył się przekroczyć tej granicy, ustanowionej w 1985 roku przez pierwszego kanapowca, Hondę Helix 250 cm³. To nowatorskie podejście do konstrukcji skutera spotkało się z entuzjastycznym przyjęciem na rynku, pomimo braku reakcji konkurencji.
Pod koniec roku 2000 Yamaha zaprezentowała model T-max 500 na targach w Bolonii. Skuter ten wyróżniał się dwucylindrowym silnikiem o mocy 40 KM, stawiając nowe wyzwania konkurencji. Wkrótce na rynku pojawiła się w 2001 roku Honda Silver Wing 600, która ustanowiła nowy rekord mocy w tej klasie – 48 KM, a na jesiennych targach w Mediolanie w 2001 roku Suzuki zaprezentowała Burgmana 650 z silnikiem o pojemności 650 cm³ i mocy 55 KM. Model ten był niekwestionowanym królem skuterów przez kolejne lata. Jego innowacyjna sekwencyjna skrzynia biegów SECVT, połączona z automatem, stanowiła nowość w świecie jednośladów. Warto zauważyć, że pierwszy prototyp Burgmana 650 różnił się od modelu seryjnego, który trafił do sprzedaży w 2002 roku. Zegary, lusterka, przełączniki na kierownicy i inne detale uległy zmianom. Skuter zyskał uznanie nie tylko ze względu na swoją wydajność, ale również zaawansowany kokpit, wyposażony w liczne wskaźniki i kontrolki.

## Modele

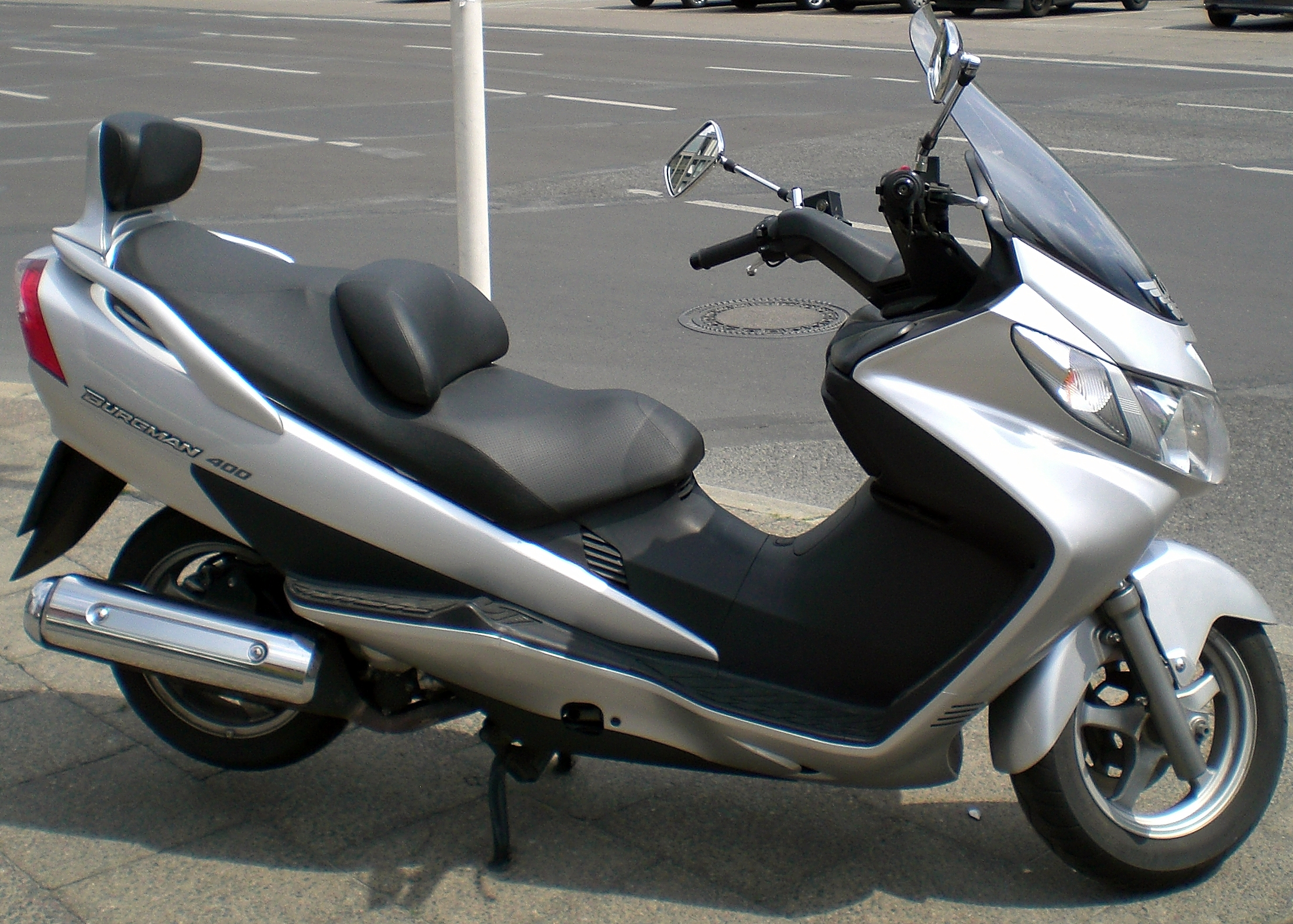
Suzuki Burgman 400

- Suzuki Burgman Street 125EX o poj. 125 cm³[2]
- Suzuki Burgman 150
- Suzuki Burgman UH200
- Suzuki Burgman AN400[3] o poj. 400 cm³
- Suzuki Burgman AN650 o poj. 638 cm³
- Suzuki Burgman AN650 executive o poj. 638 cm³